# Fortaleza de Oscarsborg
A Fortaleza de Oscarsborg (em norueguês: Oscarsborg festning) é uma fortaleza costeira no Oslofjord, perto da pequena cidade de Drøbak. A parte principal da fortaleza está erigida em duas pequenas ilhas. As principais baterias estão colocadas na ilha Håøya e um conjunto de baterias mais pequenas estão situadas na costa da Noruega continental, nas margens oriental e ocidental do fiorde; este complexo foi militarizado até 2003, quando foi dado publicamente disponível para ser transformado num resort. A fortaleza é conhecida por ter afundado o cruzador alemão Blücher no dia 9 de Abril de 1940. Em 2014, a Fortaleza de Oscarborg recebeu um estatuto de protecção.